# Anolis barbouri
Anolis barbouri är en ödleart som beskrevs av  Schmidt 1919. Anolis barbouri ingår i släktet anolisar, och familjen Polychrotidae. Inga underarter finns listade i Catalogue of Life.